# Méchant Menteur
Pour les articles homonymes, voir Méchant et Menteur.
Pour plus de détails, voir Fiche technique et Distribution.
Méchant Menteur (titre original : Big Fat Liar) est un film américain réalisé par Shawn Levy, sorti en 2002.

## Synopsis
En se rendant au lycée sur son vélo, Jason Shepherd heurte la somptueuse limousine du producteur de cinéma Marty Wolf. Le chauffeur arrête le véhicule pour vérifier si Jason est blessé. Constatant qu'il n'a rien mais que son vélo est dans un sale état, il le conduit à son école.
Mais en sortant de la voiture, celui-ci oublie une dissertation qu'il vient d'écrire. Marty se l'approprie et décide de l'adapter, sans le consentement de Jason, au grand écran. Ce dernier prend connaissance de cette information à la télévision et se rend alors à Hollywood avec son amie Kaylee pour dénouer l'affaire.
En voyant l'adolescent pénétrer dans son bureau, Marty appelle ses gardes de sécurité, qui le mettent aussitôt à la porte. Mais Jason ne va pas se laisser faire, il est beaucoup plus rusé qu'il n'y paraît.

## Fiche technique
- Titre : Méchant menteur
- Titre original : Big Fat Liar
- Réalisation : Shawn Levy
- Scénario : Dan Schneider
- Musique : Christophe Beck
- Photographie : Jonathan Brown
- Montage : Stuart H. Pappé et Kimberly Ray
- Décors : Nina Ruscio
- Costumes : Sanja Milkovic Hays
- Production : Marie Cantin, Michael Goldman, Brian Robbins et Michael Tollin
- Société de production : Tollin/Robbins Productions
- Société de distribution : Universal Pictures
- Budget : 15 millions de dollars américains (11 millions d'euros)
- Pays de production : États-Unis, Allemagne
- Langue : anglais
- Format : Couleurs - 1,85:1 - Dolby Digital - 35 mm
- Genre : Aventure, comédie
- Durée : 88 minutes
- Dates de sortie : 2 février 2002 (première États-Unis), 8 février 2002 (États-Unis),

## Distribution
- Frankie Muniz (VF : Brice Ournac) : Jason Shepherd
- Paul Giamatti (VF : Michel Mella): Marty Wolf
- Amanda Bynes (VF : Adeline Chetail): Kaylee
- Amanda Detmer : Monty Kirkham
- Donald Faison (VF : Christophe Peyroux) : Frank Jackson
- Sandra Oh (VF : Véronique Alycia) : Mme Phyllis Caldwell
- Russell Hornsby (VF : Bruno Henry) : Marcus Duncan
- Michael Bryan French : Harry Shepherd
- Christine Tucci : Carol Shepherd
- Lee Majors (VF : Marc de Georgi) : Vince
- Sean O'Bryan : Leo
- Pat O'Brien : Lui-même
- Amy Hill : Joscelyn Davis
- John Cho (VF : Damien Boisseau): Dustin 'Dusty' Wong
- Matthew Frauman : Lester Golub
- Don Yesso : Rocco Malone
- Jaleel White : Jaleel
- John Gatins : un routier

## Autour du film
- Le tournage s'est déroulé de mars à juin 2001 à Culver City, Glendale, Los Angeles, Monrovia, Pasadena, Universal City et Whittier.

## Bande originale
- Come On Come On, interprété par Smash Mouth
- Conant Gardens, interprété par Slum Village
- Opening Titles, du film Jurassic Park, composé par John Williams
- Me Myself and I, interprété par Jive Jones
- Eye of the Tiger, interprété par Survivor
- I Wish, interprété par Hairbrain
- Blue (Da Ba Dee), interprété par Eiffel 65
- Hungry Like the Wolf, interprété par Duran Duran
- Diablo, interprété par Triple Seven
- Main Title and First Victim, du film Les Dents de la mer, composé par John Williams
- Disco Inferno, interprété par The Trammps
- Party Time, interprété par The Grand Skeem
- Backlash, interprété par The Grand Skeem
- Cocktail, interprété par The Grand Skeem
- Where Ya At, interprété par The Grand Skeem
- Mind Blow, interprété par Zion I
- Move It Like This, interprété par Baha Men
- Right Here Right Now, interprété par Fatboy Slim
- Disco Chicken, interprété par Douglas Stevens
- Spanish Backlot, interprété par Jaime Ciero

## Récompenses et distinctions
- Nomination au prix du meilleur couple à l'écran pour Amanda Bynes et Frankie Muniz, lors des Teen Choice Awards en 2002.
- Prix de la meilleure actrice pour Amanda Bynes, lors des Kids' Choice Awards en 2003.
- Nomination au Young Artist Award du meilleur film de comédie et de la meilleure jeune actrice pour Amanda Bynes en 2003.